# Norden-nőszőfű
A Norden-nőszőfű (Epipactis nordeniorum) a kosborfélék családjába tartozó, nyirkos, árnyas erdőkben élő, Magyarországon védett növényfaj. 

## Megjelenése
A Norden-nőszőfű 15-30 cm (ritkán 50 cm) magas, lágyszárú, évelő növény. Szárának alsó része ritkásan, a felső sűrűbben szőrös. A száron 1-2 allevél és 3-4 szárlevél található. Utóbbiak 3-5,5 cm hosszúak, 3-5 cm szélesek, alakjuk széles tojásdad vagy kihegyesedően kerek; színük mélyzöldtől a sárgászöldig bármilyen lehet. A legalsó levél általában igen kicsi és kerekded. 
Július-augusztusban virít. Az 1-13 cm hosszú virágzatot nagyjából egy irányba néző, laza fürtbe rendeződő, felfelé vagy vízszintesen álló, 5-15 virág alkotja, amelyek az 1-2 cm-es murvalevelek hónaljából nőnek ki. A virágok általában csak félig nyílnak ki. A kocsányok hossza 2,5-4 mm. A 6-8 mm hosszú és 3-4 mm széles külső lepellevelek (szirmok) belül zöldek, külső oldaluk kissé barnásan futtatott. A belső lepellevelek rózsaszínes árnyalatú zöldek. A mézajak belső tőrésze (hypochil) kerek, mély, belül barnás színű. A mézajak külső, csúcsi része (epichil) fehéresrózsaszín vagy krémszínű, szív alakú, 3-4 mm széles és hosszú.       
Termése 9-11 mm hosszú, 6-8 mm széles, felfelé vagy vízszintesen álló, vaskos, tojásdad toktermés. A tokban átlagosan 4600 (2800-7500) apró, 0,7-1 mm-es mag fejlődik. 

## Elterjedése
Ausztria Stájerország és Burgenland tartományaiban, Szlovéniában, Észak-Horvátországban és Magyarországon honos. Magyarországon a Dunántúlon (Mecsek, Dunántúli-középhegység, Zalai-dombság, Kőszegi-hegység) és a Börzsönyben ismert.     

## Életmódja
Mély talajú, nyirkos, árnyas lomberdőkben (bükkösökben, gyertyános–tölgyesekben), vízparti ligeterdőkben, telepített lucfenyvesekben, ritkábban erdőszélen, erdei utak mentén lehet találkozni vele. A 
talaj kémhatására nem igényes, élőhelyein a pH-ját 4,5-7,9 közöttinek (átlagosan 6,65) mérték. Árnyéktűrő, nedvességigényes növény. 
Hajtásai május-júniusban jelennek meg, július második felében és augusztus elején virágzik; egy példány esetében 1-2 hétig. Önbeporzó, egy mérés szerint a virágok 84%-a termékenyült meg. A magok szeptember-októberre érnek be.      

## Természetvédelmi helyzete
Elterjedési területén mindenütt ritka, populációi szigetszerűek. Elsősorban az erdőirtás, útépítés veszélyezteti. Magyarországon 48 állományát mérték fel, teljes egyedszáma néhány ezer lehet. 1996 óta védett, természetvédelmi értéke 50 000 Ft.